# 健康工人偏差
健康工人偏差或健康使用者偏差（healthy worker bias or healthy user bias )是一種偏差。這種偏差可能會削弱以「測試特定療法或介入措施的療效」為目的的流行病學研究的有效性。
具體来说，這是一種抽樣偏差或選擇偏差：因為自願參加臨床試驗並確實遵循實驗方案的受試者，事實上無法代表一般人群。平均而言，那些自願參加臨床試驗者普遍較關心自身健康，並且也較傾向於遵循醫囑；而這兩個因素皆對個人健康有正面影響。因此我們可以想見，那些自願參與臨床實驗的受試者，通常比起不會自願參與試驗的人來得健康。就某種意義上來說，保持健康、或是積極關心個人健康，是成為受試者的前提。這種現象也可能會出現在其他狀況，例如在研究特定群體的工作者時。舉例來說，不健康的人較不可能從事體力勞動；因此，以「從事體力勞動的工人」為受試者的研究，其實是以「目前健康到足以從事體力勞動的人」為受試者的研究，而不是以「若足夠健康便可進行體力勞動的人」為受試者的研究。

## 延伸閱讀
- Li, C. -Y.; Sung, F. -C. . Occupational Medicine. 1999, 49 (4): 225–9. PMID 10474913. doi:10.1093/occmed/49.4.225.
- Fornalski, K. W.; Dobrzyński, L. . Dose-Response. 2010, 8 (2): 125–147  [2020-11-24]. PMC 2889508 . PMID 20585442. doi:10.2203/dose-response.09-019.Fornalski. （原始内容存档于2019-04-27）.
- Tabuchi T., Nakayama T., Fukushima W., Matsunaga I., Ohfuji S., Kondo K., Oshima A. . Cancer Science. 2015, 106 (1): 108–114. PMC 4317786 . PMID 25456306. doi:10.1111/cas.12561.

## 外部連結
- “Do We Really Know What Makes Us Healthy?” （页面存档备份，存于）